# غوسي (نارا)
مدينة غوسي (بالإنجليزية: Gose)‏ هي أحد المدن التابعة لمحافظة نارا. تأسست رسميًا في 31/03/1958. ويقدر عدد سكانها بـ 31160 نسمة حسب تقدير مكتب الإحصاء الياباني لعام 2012. تبلغ مساحة غوسي 60.58 كم2. بكثافة سكانية تبلغ 514 نسمة/كم2.

## توأمة
لغوسي (نارا) اتفاقيات توأمة مع:
- كامياما